# AO-63
Il Simonov AO-63 è un fucile d'assalto sperimentale realizzato nel 1986.

## Sviluppo
Il fucile venne realizzato da Sergei Gavrilovich Simonov, il quale si proponeva la creazione di una nuova arma che sostituisse l'AK-74 in dotazione all'armata rossa in conformità con il Progetto Abakan. Venne progettato e costruito presso il TsNIITochMash. Alla morte di Simonov, l'arma venne portata a termine da Peter Tkachev.

## Tecnica
L'AO-63 presentava una doppia canna sovrapposta ed impiegava munizioni del calibro 5,45 × 39 mm. Il caricatore impiegato era a tamburo e poteva ospitare cento colpi, ma in caso di necessità potevano essere inseriti anche i caricatori standard impiegati dagli Ak-74. Il rateo di fuoco venne stimato tra gli 850 e i 6000 colpi al minuto.

## Impiego
Il prototipo dell'arma venne valutato per un breve periodo da una sezione degli Spetsnaz, ma alla fine dei test venne preferito il progetto che avrebbe dato vita all'AN-94.